# روبرت إم. غرين
روبرت إم. غرين (بالإنجليزية: Robert M. Green)‏ هو مهندس معماري أمريكي، ولد في 1935، وتوفي في 17 سبتمبر 2003.